# Carrer de la Torre (Arenys de Mar)
El carrer de la Torre és un carrer d'Arenys de Mar, un dels més antics de la població. Està protegit com a bé cultural d'interès local en el seu conjunt (núm. 39-63) i conté almenys un edifici que forma part de l'Inventari del Patrimoni Arquitectònic de Catalunya.

## Descripció
Aquest carrer està format per un conjunt de cases entre mitgeres, les dels números 39-63, on quasi totes són de planta baixa i pis. Els portals i les finestres normalment són de pedra. La composició s'organitza, a la planta baixa, de portal i finestra —que normalment està a l'esquerra—, i, al pis, on hi ha sempre un balcó damunt del portal i una finestra. El coronament de la casa és un canal de recollida d'aigües que fa de cornisa.
Aquest carrer forma part del nucli antic de la població. És paral·lel al de l'església. Quasi totes les cases que hi ha són del segle xviii. És un carrer recte, ja des de la construcció, i quedà com el més perfecte i regular dels carrers antics d'Arenys. Prengué el nom de la torre circular de defensa que s'hi va edificar el 1560, anomenada la Torre del Pobre-Home i que al segle xix ja s'havia enderrocat.

## Número 14

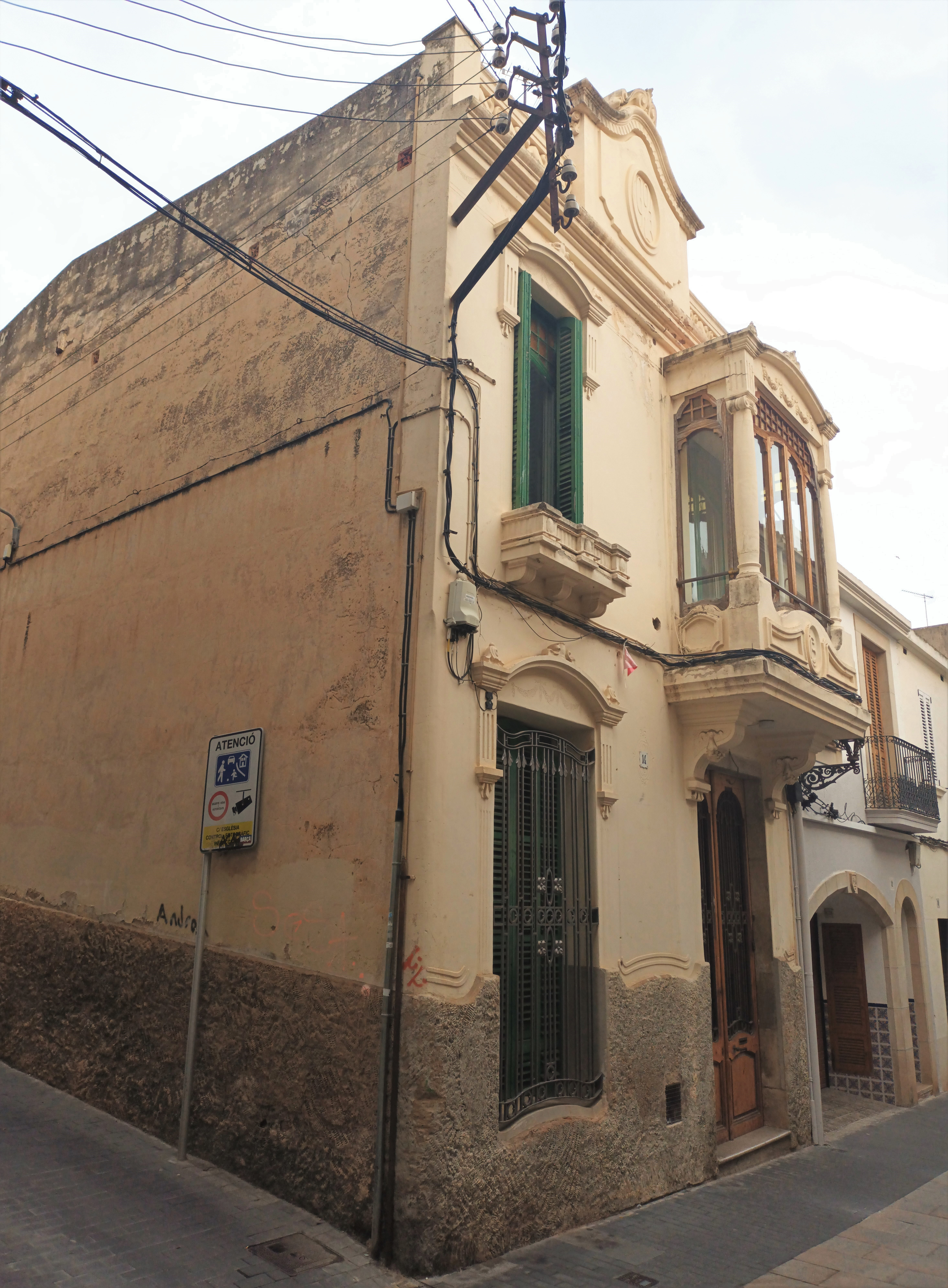
Edifici al número 14 del carrer de la Torre

L'edifici del número 14 del carrer de la Torre és un edifici d'Arenys de Mar (Maresme) que forma part de l'Inventari del Patrimoni Arquitectònic de Catalunya. Casa que fa cantonada amb planta i pis. A la planta baixa hi ha la porta d'entrada i una finestra amb guardapols arquejat, columnetes estriades i esgrafiat. Al primer pis hi ha un gran balcó tapat molt decorat, amb els mateixos elements decoratius que les finestres però més carregats, per tant hi ha l'element arquejat que feia de guardapols de la finestra però aquí els esgrafiats són en relleu i les columnes són llargues, és a dir, continuen fins a baix, són rodones i amb volutes. A la part de sota hi ha una decoració en relleu que forma una lletra "B". La finestra del costat del balcó és com la de la planta baixa però aquesta té una jardinera de pedra. Com a coronació hi ha una cornisa d'obra i en la part central hi ha la data de construcció. Les riques decoracions són signe de la prosperitat que en una certa època tenia la població.